# Rapporteur général du budget
 (mai 2012).
 (mai 2012).
Si vous disposez d'ouvrages ou d'articles de référence ou si vous connaissez des sites web de qualité traitant du thème abordé ici, merci de compléter l'article en donnant les références utiles à sa vérifiabilité et en les liant à la section « Notes et références ».
Au sein de l'Assemblée nationale et du Sénat français, les rapporteurs généraux des commissions des finances, de l'économie générale et du contrôle budgétaire, appelés rapporteurs généraux du budget, sont deux parlementaires, un député et un sénateur, élus chacun parmi les membres des commissions des finances (Assemblée nationale et Sénat) de leurs chambres respectives, dont le rôle est de présenter aux parlementaires de leur chambre les projets de loi de finances et d’assurer la liaison avec le Gouvernement, en expliquant les dispositions de ces lois, en proposant des améliorations tout en facilitant la discussion et le vote.
Les deux rapporteurs généraux des commissions des affaires sociales, appelés rapporteurs généraux du budget de la Sécurité sociale, ont des rôles similaires d'accompagnement des projets de loi de financement de la sécurité sociale.

## Rôle des rapporteurs généraux
Leur rôle est de présenter aux parlementaires les lois de finances et de financement de la Sécurité sociale, d’assurer la liaison entre le Gouvernement et leur chambre, en expliquant les dispositions de ces lois, en proposant des améliorations et en facilitant la discussion et le vote. Ils détiennent également un rôle de pivot entre le Gouvernement et leur chambre, ils relaient, écoutent et convainquent leurs collègues qui, le plus souvent, ne peuvent faire adopter une mesure sans leur accord. 
Ils sont chargés, comme tous les rapporteurs de lois, de la supervision de la rédaction des rapports sur les textes budgétaires, rapports qui servent de base au travail aux autres parlementaires. Les rapporteurs des commissions des finances sont ainsi rapporteurs :
- des lois de finances,
- des lois de finances rectificatives,
- des lois de règlement
- et des lois de programmation des finances publiques

Les rapporteurs des commissions des affaires sociales sont quant à eux rapporteurs :
- des lois de financement de la Sécurité sociale
- et, plus rarement, des lois de financement rectificatives de la Sécurité sociale.

Ils sont également membres du bureau de leurs commissions respectives, et membres de la Conférence des Présidents de leurs chambres respectives.
Ils sont élus parmi les parlementaires membres de la commission dont ils vont être rapporteur général. La durée de leurs mandats n'est pas définie par les règlements de l'Assemblée nationale ou du Sénat et est donc laissée à la libre appréciation de la majorité parlementaire de chaque chambre.

### Facilités matérielles
Comme les autres parlementaires, les rapporteurs généraux du budget jouissent des moyens matériels et financiers attachés à leur mandat de parlementaire ,. Plusieurs facilités supplémentaires sont cependant attachés à l'exercice de leur mandat de rapporteurs généraux des budgets : 
- Ils bénéficient d'indemnités parlementaires et d'enveloppes de frais d'exercice du mandat supplémentaires[2],[3],[4] ;
- Ils sont assistés dans leur travail par des fonctionnaires de l’Assemblée nationale et du Sénat mis à leur disposition ;
- Leurs collaborateurs parlementaires (à différencier des fonctionnaires des chambres) peuvent dans certains cas assister en personne aux travaux de commission, sans y participer.

### Positionnement politique
Depuis l'instauration de la Cinquième République, en 1958, l'équilibre des forces a constamment conduit à ce que les députés désignés pour ces fonctions appartiennent à un des groupes de la coalition majoritaire de la chambre. Les élections législatives de 2024 ont cependant abouti à un résultat différent, faute de coalition majoritaire claire à l'Assemblée nationale :
- Si le rapporteur général du budget pour 2024-2025, Charles de Courson, votait fréquemment comme la majorité présidentielle durant la XVIe législature (62% de ses votes contre 49% en moyenne pour les députés non membres de la majorité[5]), il votait cependant contre les gouvernements Borne et Attal lors des votes les plus importants, par exemple sur la réforme des retraites ou lors des votes de censure. Courson est membre du groupe LIOT, qui s'est déclaré d'opposition. Le groupe LIOT se déclarait déjà d'opposition lors de la XVIe législature, et votait effectivement pour la censure des gouvernements Borne et Attal.
- Le rapporteur général du budget de la Sécurité sociale pour 2024-2025, Yannick Neuder, est, lui, dans une situation différente. Si lui aussi votait fréquemment comme la majorité présidentielle durant la XVIe législature (68% de ses votes[6]), il votait en revanche en soutien des gouvernements Borne et Attal lors des votes les plus importants, et notamment lors des votes de censure, et ce même si Neuder est membre du groupe Droite Républicaine (ex-LR), qui s'est lui aussi déclaré d'opposition. En revanche, si ce groupe aussi se déclarait déjà d'opposition lors de la XVIe législature, là encore, la réalité des votes révélait un soutien à la majorité, puisque le groupe votait majoritairement comme la coalition présidentielle, spécialement lors des votes les plus importants. En particulier, ce groupe ne votait pas la censure des gouvernements Borne et Attal, condition absolument nécessaire à la survie de ces gouvernements entre 2022 à 2024[réf. nécessaire].

## Liste des rapporteurs généraux
| Assemblée nationale                                 | Assemblée nationale                                        | Assemblée nationale                                                                    | Assemblée nationale                                      | Assemblée nationale                             | Sénat                                                       | Sénat                        | Sénat                                                            | Sénat                                               |
| Rapporteur général du budget de la Sécurité sociale | Rapporteur général du budget de la Sécurité sociale        | Rapporteur général du budget                                                           | Rapporteur général du budget                             | a supervisé le budget de l'année :              | Rapporteur général du budget                                | Rapporteur général du budget | Rapporteur général du budget de la Sécurité sociale              | Rapporteur général du budget de la Sécurité sociale |
| --------------------------------------------------- | ---------------------------------------------------------- | -------------------------------------------------------------------------------------- | -------------------------------------------------------- | ----------------------------------------------- | ----------------------------------------------------------- | ---------------------------- | ---------------------------------------------------------------- | --------------------------------------------------- |
| Fonction créée en 2017                              | Fonction créée en 2017                                     |                                                                                        | Pascal Arrighi (UNR) 30 janvier 1959 – 21 octobre 1959   | 1960 ?                                          | A chercher                                                  | A chercher                   | A chercher                                                       | A chercher                                          |
| Fonction créée en 2017                              | Fonction créée en 2017                                     | Marc Jacquet (UNR) 21 octobre 1959 – 9 octobre 1962                                    | 1961 et 1962                                             |                                                 | A chercher                                                  | A chercher                   | A chercher                                                       | A chercher                                          |
| Fonction créée en 2017                              | Fonction créée en 2017                                     | Louis Vallon (UDR-UDT) 12 décembre 1962 – 2 avril 1967                                 | 1963 à 1967                                              |                                                 | A chercher                                                  | A chercher                   | A chercher                                                       | A chercher                                          |
| Fonction créée en 2017                              | Fonction créée en 2017                                     | Philippe Rivain (UD-Ve puis UDR) 6 avril 1967 – 26 janvier 1971                        | 1968 à 1971                                              |                                                 | A chercher                                                  | A chercher                   | A chercher                                                       | A chercher                                          |
| Fonction créée en 2017                              | Fonction créée en 2017                                     | Guy Sabatier (UDR) 26 janvier 1971 – 1er avril 1973                                    | 1972 et 1973                                             |                                                 | A chercher                                                  | A chercher                   | A chercher                                                       | A chercher                                          |
| Fonction créée en 2017                              | Fonction créée en 2017                                     |                                                                                        | Maurice Papon (UDR puis RPR) 5 avril 1973 – 2 avril 1978 | 1974 à 1978                                     | A chercher                                                  | A chercher                   | A chercher                                                       | A chercher                                          |
| Fonction créée en 2017                              | Fonction créée en 2017                                     |                                                                                        | Fernand Icart (UDF) 6 avril 1978 – 22 mai 1981           | 1979 à 1981                                     | A chercher                                                  | A chercher                   | A chercher                                                       | A chercher                                          |
| Fonction créée en 2017                              | Fonction créée en 2017                                     |                                                                                        | Christian Pierret (PS) 7 juillet 1981 – 1er avril 1986   | 1982 à 1986                                     | A chercher                                                  | A chercher                   | A chercher                                                       | A chercher                                          |
| Fonction créée en 2017                              | Fonction créée en 2017                                     |                                                                                        | Robert-André Vivien (RPR) 8 avril 1986 – 4 mai 1988      | 1987 et 1988                                    |                                                             | Maurice Blin (UDF)           | A chercher                                                       | A chercher                                          |
| Fonction créée en 2017                              | Fonction créée en 2017                                     |                                                                                        | Alain Richard (PS) 28 juin 1988 – 1er avril 1993         | 1989 à 1993                                     | Roger Chinaud (UDF)                                         |                              | A chercher                                                       | A chercher                                          |
| Fonction créée en 2017                              | Fonction créée en 2017                                     |                                                                                        | Philippe Auberger (RPR) 8 avril 1993 – 21 avril 1997     | 1994 et 1995                                    | Jean Arthuis (UDF)                                          |                              | A chercher                                                       | A chercher                                          |
| Fonction créée en 2017                              | Fonction créée en 2017                                     | 1996 et 1997                                                                           | Philippe Auberger (RPR) 8 avril 1993 – 21 avril 1997     | Alain Lambert (UDF)                             |                                                             |                              | A chercher                                                       | A chercher                                          |
| Fonction créée en 2017                              | Fonction créée en 2017                                     |                                                                                        | Didier Migaud (PS) 17 juin 1997 – 18 juin 2002           | Alain Lambert (UDF)                             | 1998                                                        |                              | A chercher                                                       | A chercher                                          |
| Fonction créée en 2017                              | Fonction créée en 2017                                     | 1999 à 2002                                                                            | Didier Migaud (PS) 17 juin 1997 – 18 juin 2002           |                                                 | Philippe Marini (UMP)                                       |                              | A chercher                                                       | A chercher                                          |
| Fonction créée en 2017                              | Fonction créée en 2017                                     |                                                                                        | Gilles Carrez (UMP) 27 juin 2002 – 19 juin 2012          | 2003 à 2011                                     | Philippe Marini (UMP)                                       |                              | A chercher                                                       | A chercher                                          |
| Fonction créée en 2017                              | Fonction créée en 2017                                     | 2012                                                                                   | Gilles Carrez (UMP) 27 juin 2002 – 19 juin 2012          |                                                 | Nicole Bricq (PS), première femme à exercer la fonction     |                              | Yves Daudigny (PS) 2011 – 9 avril 2014                           |                                                     |
| Fonction créée en 2017                              | Fonction créée en 2017                                     |                                                                                        | Christian Eckert (PS) 28 juin 2012 – 22 avril 2014       | 2013 et 2014                                    | François Marc (PS) 20 juin 2012 – 7 octobre 2014            |                              | Yves Daudigny (PS) 2011 – 9 avril 2014                           |                                                     |
| Fonction créée en 2017                              | Fonction créée en 2017                                     | Valérie Rabault (PS) première femme à exercer la fonction 23 avril 2014 – 20 juin 2017 | 2015 à 2017                                              |                                                 | Albéric de Montgolfier (LR) 7 octobre 2014 – 7 octobre 2020 |                              | Jean-Marie Vanlerenberghe (UDI-UC) 9 avril 2014 – 7 juillet 2021 |                                                     |
|                                                     | Olivier Véran (LREM) 28 juin 2017 – 16 mars 2020           |                                                                                        | Joël Giraud (LREM) 29 juin 2017 – 15 janvier 2020        | 2018 à 2020                                     | Albéric de Montgolfier (LR) 7 octobre 2014 – 7 octobre 2020 |                              | Jean-Marie Vanlerenberghe (UDI-UC) 9 avril 2014 – 7 juillet 2021 |                                                     |
| Thomas Mesnier (LREM) 27 mai 2020 – 30 juin 2022    | Laurent Saint-Martin (LREM) 15 janvier 2020 – 19 juin 2022 | 2021 et 2022                                                                           | Jean-François Husson (LR) depuis le 7 octobre 2020       |                                                 |                                                             |                              | Jean-Marie Vanlerenberghe (UDI-UC) 9 avril 2014 – 7 juillet 2021 |                                                     |
| Stéphanie Rist (RE) 30 juin 2022 – 9 juin 2024      | Jean-René Cazeneuve (RE) 30 juin 2022– 9 juin 2024         | 2023 et 2024                                                                           | Jean-François Husson (LR) depuis le 7 octobre 2020       | Élisabeth Doineau (UC) depuis le 7 juillet 2021 |                                                             |                              |                                                                  |                                                     |
|                                                     | Yannick Neuder (LR) depuis le 20 juillet 2024              |                                                                                        | Jean-François Husson (LR) depuis le 7 octobre 2020       | Élisabeth Doineau (UC) depuis le 7 juillet 2021 | Charles de Courson (LC) depuis le 20 juillet 2024           | 2025                         |                                                                  |                                                     |